# セント・キャサリン・ミリング対女王
セント・キャサリン・ミリング対女王（1888 14 App. Cas. 46 (J.C.P.C.)）は、カルダー判決から80年以上も前に遡る、カナダにおける ファーストネイションの先住民権をめぐって、先例となった判決である。枢密院司法委員会 は、土地をめぐる先住民権はheld that aboriginal title over land was allowed only at the crown's pleasure, いついかなるときでも消去しえないとの見解を示した。
ワトソン卿は、先住民権の権原が、インディアンたちに「君主の好意により、人格権と用益権を」付与した1763年国王詔書に由来することを確認した。

## 関係項目
- コールダー対ブリティッシュコロンビア州司法長官
- ゲラン対女王
- デルガムーク対ブリティッシュ・コロンビア州